# دانشکده پرستاری و مامایی تبریز
دانشکده پرستاری و مامایی تبریز، دانشکده‌ای وابسته به دانشگاه علوم پزشکی تبریز واقع در استان آذربایجان شرقی، که در سال ۱۲۹۵ شمسی تأسیس گردیده است.

## تاریخچه

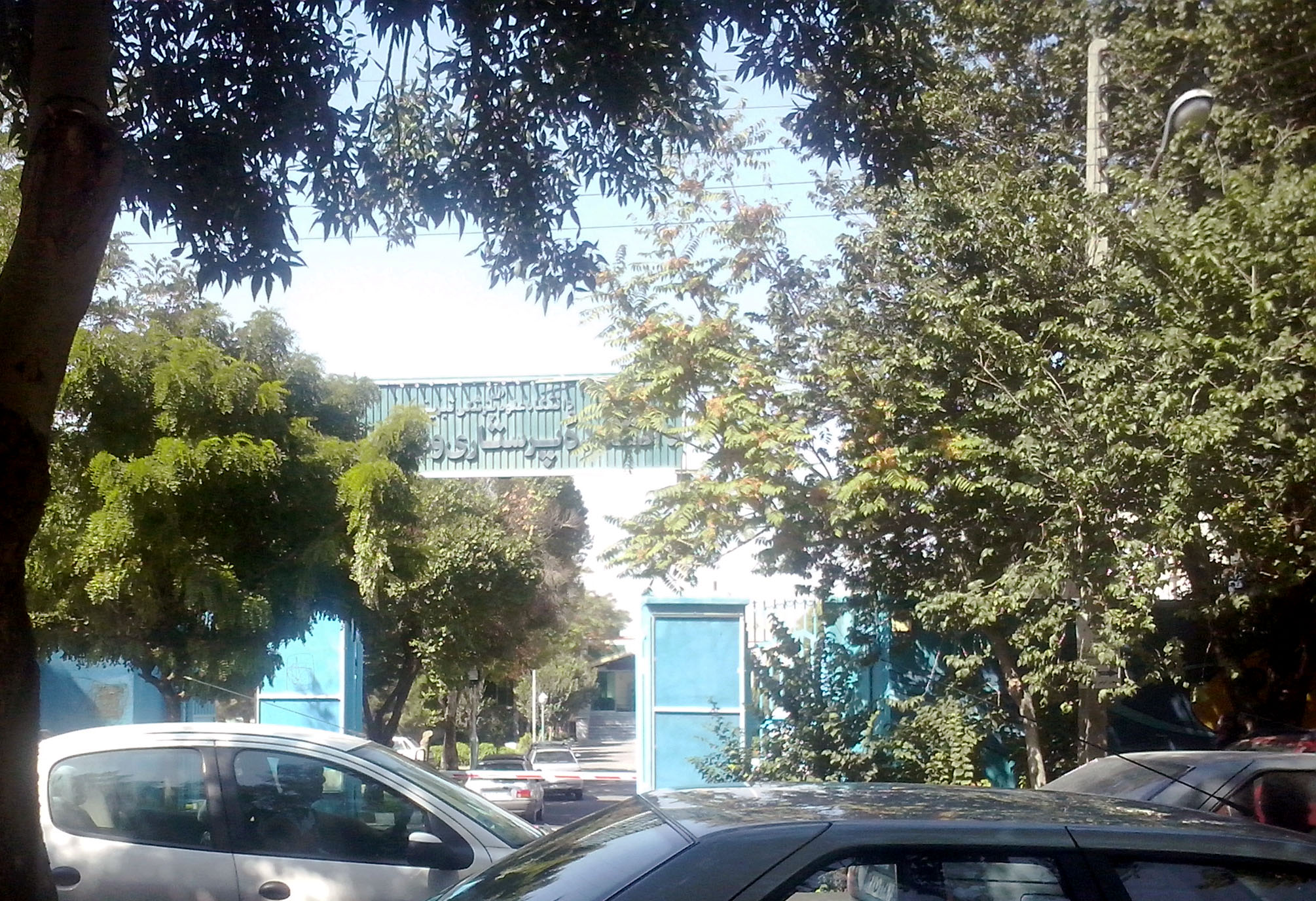
سردر ورودی دانشکده پرستاری و مامایی تبریز

نخستین بار در سال ۱۲۹۵ آموزشگاه علمی پرستاری در محل بیمارستان میسیون آمریکایی فعالیت خود را در جهت تربیت پرستار با درجه معادل لیسانس آغاز نمود.
در سال ۱۳۴۴ آموزش رشته مامایی در دانشکده علوم پزشکی دانشگاه تبریز شروع گردید و در سال ۱۳۴۷ آموزشگاه عالی پرستاری با پذیرش دانشجو در رشته پرستاری در محلی جدا از دانشکده پزشکی، به فعالیت خود ادامه داد. امروزه، این دانشکده در مقاطع کاردانی، کارشناسی، کارشناسی ارشد پرستاری و مامایی و دکتری تخصصی پرستاری دانشجو تربیت می‌نماید واولین دانشکده‌ای است که توانسته دوره PhD پرستاری را در سال ۱۳۷۴ در ایران راه اندازی نماید.

## گروه‌های آموزشی
| رشته     | کارشناسی | ارشد | دکترا                |
| -------- | -------- | --- | -------------------- |
| پرستاری  | دارد     | آموزش پرستاری داخلی جراحی روان پرستاری بهداشت کودک و خانواده آموزش اصول و فنون مدیریت خدمات پرستاری آموزش بهداشت جامعه | دکترای تخصصی پرستاری |
| مامایی   | دارد     | آموزش مامایی بهداشت مادر و کودک                                                                                        | دارد                 |
| اتاق عمل | دارد     | ندارد | ندارد                |

## امکانات آموزشی و پژوهشی
- - کتابخانه
- - سایت کامپیوتر
- - مرکز مهارت‌های بالینی (پراتیک)
- - آزمایشگاه‌های بیوشیمی و میکروبشناسی
- - سالن مولاژ

## رؤسا پیشین دانشکده
1. آلیس دانیال زاده
2. اشرف سیاح ایرانی
3. فریده پارسایی(بار اول)
4. دکتر رسول حسین نیا
5. فریده پارسایی(بار دوم)
6. خانم دکتر منیژه سیاح ملی
7. آذر مرادی
8. خانم دکتر زینت میابی
9. دکتر وحید زمان زاده(بار اول)
10. دکتر حسین ابراهیمی
11. دکتر پرویز شهابی
12. خانم دکتر سکینه محمدعلیزاده
13. دکتر وحید زمان زاده (بار دوم)
14. دکتر محمدحسین صاحبی حق
15. خانم دکتر مژگان لطفی(رئیس کنونی دانشکده)